# Acido ipoiodoso
L'acido ipoiodoso è un acido inorganico di formula molecolare HIO.

## Sintesi
Per ottenere acido ipoiodoso si utilizza un meccanismo simile a quello usato per l'acido ipocloroso e per l'acido ipobromoso anche se l'HIO è un composto molto più instabile: la reazione dello iodio molecolare con l'acqua consente di ottenere una certa quantità di acido ipoiodoso in soluzione, però la costante di equilibrio di formazione è talmente bassa (K=3·10−13) che il prodotto che si ottiene è piuttosto scarso.
{\displaystyle \mathrm {I_{2}\ +\ H_{2}O\longrightarrow \ HIO\ +\ HI} }
Per spostare l'equilibrio verso destra e quindi aumentare il rendimento, la reazione si realizza in presenza di ossido mercurico (HgO): lo iodio molecolare, quindi, reagisce con ossido mercurico in acqua per formare ioduro di mercurio (II) con ossido di mercurio (II) che precipita nella soluzione.
{\displaystyle \mathrm {2\ I_{2}+3\ HgO+H_{2}O\longrightarrow \ HgI_{2}+2\ HgO+2\ HIO} }

## Reazioni
L'acido ipoiodoso è un acido volatile che tende alla dismutazione in due tappe per produrre iodio e acido iodico secondo la reazione:
{\displaystyle \mathrm {5\ HIO\longrightarrow \ HIO_{3}+2\ I_{2}+2\ H_{2}O} }
I sali che derivano dall'acido ipoiodoso sono gli ipoioditi e si possono preparare anche facendo reagire iodio molecolare con idrossidi alcalini; tuttavia, essendo i sali molto instabili, si trasformano velocemente in ioduri e iodati.

## Utilizzi
In teoria, l'HIO dovrebbe essere un potente disinfettante in quanto presenta molte analogie con l'acido ipocloroso; probabilmente è il principio attivo responsabile della disinfezione da parte delle soluzioni di iodio usate in ambito medico come lo iodopovidone.